# Talk About You
Talk About You è un singolo del cantautore britannico Mika, pubblicato il 31 marzo 2015 come secondo estratto dal quarto album in studio No Place in Heaven.
L'annuncio di uscita del singolo è stato fatto dal cantante stesso attraverso Twitter, sottolineando inoltre che il nuovo album fosse quasi ultimato.

## Video musicale
Il videoclip è stato pubblicato il 27 aprile 2015 su YouTube. Esso rappresenta scenari raffiguranti la città, la foresta e l'arrivo della notte. Nel video, Mika cammina tra vari edifici retti da ballerini, che compaiono anche nella copertina dell'album dal quale il singolo è stato estratto.